# Białoruski Narodowy Uniwersytet Techniczny
Białoruski Narodowy Uniwersytet Techniczny (ros. Белорусский национальный технический университет, БНТУ) – białoruski uniwersytet techniczny z siedzibą w Mińsku.
Uczelnia założona w 1920 roku jako instytut politechniczny, w 1991 przekształcony w akademię politechniczną. W 1997 otrzymała status wiodącej uczelni technicznej w białoruskim systemie edukacji. W 2002 uczelnia otrzymała swoją obecną nazwę.

## Krytyka
Zdaniem niezależnej białoruskiej prasy, a także Centrum Obrony Praw Człowieka "Wiosna", w Liceum działającym przy BNUT miały miejsce przypadki skreślania uczniów z listy z przyczyn politycznych. 26 września 2011 roku prasa nagłośniła przypadek usunięcia ze szkoły ucznia, jej zdaniem za udział w ulicznej demonstracji.